# 投資紛争解決国際センター

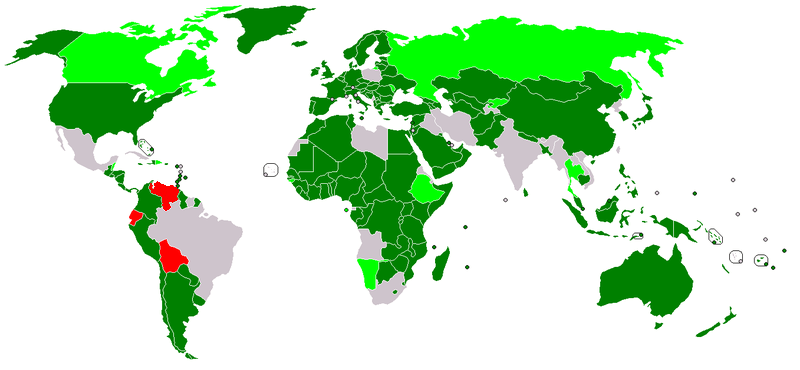
批准国
署名未批准国
脱退国

投資紛争解決センター（英: International Centre for Settlement of Investment Disputes、略称:ICSID）は、世界銀行グループの一員である。国際投資紛争解決センターとも訳される。アメリカ合衆国のワシントンD.C.に本部が置かれている。

## 概要
1966年10月14日に国家と他の国家の国民との間の投資紛争の解決に関する条約が発効、それに基づき設立された。加盟国(投資受け入れ国)とそれ以外の加盟国国民(外国人投資家、外国企業)との間の紛争について、両当事者の合意によって投資紛争解決国際センターの調停や仲裁に付される。
日本をはじめ、163カ国・地域が署名を行っている。